# Caviphantes samensis
Caviphantes samensis là một loài nhện trong họ Linyphiidae.
Loài này thuộc chi Caviphantes. Caviphantes samensis được Ryoji Oi miêu tả năm 1960.